# Obtusicauda anomella
Obtusicauda anomella är en insektsart som först beskrevs av Frank Hall Knowlton och Allen 1938.  Obtusicauda anomella ingår i släktet Obtusicauda och familjen långrörsbladlöss. Inga underarter finns listade i Catalogue of Life.